# 50. BAFTA-gála
Az 50. BAFTA-gálát 1997. április 29-én tartották, melynek keretében a Brit film- és televíziós akadémia az 1996. év legjobb filmjeit és alkotóit díjazta.

## Díjazottak és jelöltek
(a díjazottak félkövérrel vannak jelölve)

### Legjobb film
Az angol beteg
- Fargo
- Titkok és hazugságok
- Ragyogj!

### Alexander Korda-díj az év kiemelkedő brit filmjének
Titkok és hazugságok
- Carla dala
- III. Richárd
- Fújhatjuk!

### Legjobb nem angol nyelvű film
Rizsporos intrikák (Ridicule) • Franciaország
- Antonia • Hollandia
- Nelly és Arnaud úr (Nelly & Monsieur Arnaud) • Franciaország/Németország/Olaszország
- Kolja • Csehország

### David Lean-díj a legjobb rendezésért
Joel és Ethan Coen - Fargo
- Anthony Minghella - Az angol beteg
- Mike Leigh - Titkok és hazugságok
- Scott Hicks - Ragyogj!

### Legjobb főszereplő
Geoffrey Rush - Ragyogj!
- Ralph Fiennes - Az angol beteg
- Ian McKellen - III. Richárd
- Timothy Spall - Titkok és hazugságok

### Legjobb női főszereplő
Brenda Blethyn - Titkok és hazugságok
- Frances McDormand - Fargo
- Kristin Scott Thomas - Az angol beteg
- Emily Watson - Hullámtörés

### Legjobb férfi mellékszereplő
Paul Scofield - A salemi boszorkányok
- John Gielgud - Ragyogj!
- Edward Norton - Legbelső félelem
- Alan Rickman - Michael Collins

### Legjobb női mellékszereplő
Juliette Binoche - Az angol beteg
- Lauren Bacall - Tükröm, tükröm
- Lynn Redgrave - Ragyogj!
- Marianne Jean-Baptiste - Titkok és hazugságok

### Legjobb adaptált forgatókönyv
Az angol beteg - Anthony Minghella
- A salemi boszorkányok - Arthur Miller
- III. Richárd - Ian McKellen
- Evita - Alan Parker, Oliver Stone

### Legjobb eredeti forgatókönyv
Titkok és hazugságok - Mike Leigh
- Ragyogj! - Jan Sardi
- Lone Star – Ahol a legendák születnek - John Sayles
- Fargo - Joel és Ethan Coen
- Fújhatjuk! - Mark Herman

### Legjobb operatőri munka
Az angol beteg
- Fargo
- Evita
- Michael Collins

### Legjobb jelmez
III. Richárd
- Az angol beteg
- Hamlet
- Evita

### Legjobb vágás
Az angol beteg
- Fargo
- Ragyogj!
- Evita

### Legjobb smink
Bölcsek kövére
- Evita
- 101 kiskutya
- Az angol beteg

### Anthony Asquith-díj a legjobb filmzenének
Az angol beteg - Gabriel Yared
- Ragyogj! - David Hirschfelder
- Fújhatjuk! - Trevor Jones
- Evita - Andrew Lloyd Webber

### Legjobb díszlet
III. Richárd
- Az angol beteg
- Hamlet
- Evita

### Legjobb hang
Ragyogj!
- A függetlenség napja
- Evita
- Az angol beteg

### Legjobb vizuális effektek
Twister
- A függetlenség napja
- Toy Story – Játékháború
- Bölcsek kövére